# Hungary
Hungary (tiếng Hungary: Magyarország) là một quốc gia không giáp biển thuộc khu vực Trung Âu. Có diện tích 93.030 kilômét vuông (35.920 dặm vuông Anh) thuộc lưu vực Carpathian, nước này giáp với Slovakia về phía bắc, Ukraine về phía đông bắc, Romania về phía đông và đông nam, Serbia về phía nam, Croatia và Slovenia về phía tây nam, và Áo ở phía tây. Hungary là một quốc gia không giáp biển và có dân số 10 triệu người, chủ yếu là người Hungary gốc và một dân tộc thiểu số Romani đáng kể. Tiếng Hungary, ngôn ngữ chính thức , là ngôn ngữ Uralic được sử dụng rộng rãi nhất trên thế giới và nằm trong số ít các ngôn ngữ không thuộc Ấn-Âu được sử dụng rộng rãi ở châu Âu. Budapest là thủ đô và thành phố lớn nhất của đất nước này; các khu vực đô thị lớn khác bao gồm Debrecen, Szeged, Miskolc, Pécs và Győr.
Lãnh thổ của Hungary ngày nay trong nhiều thế kỷ đã là nơi qua lại của nhiều dân tộc khác nhau, bao gồm người Celt, người La Mã, các sắc tộc Đức, người Hung, người Tây Slav và người Avar. Nền tảng của nhà nước Hungary được thành lập vào cuối thế kỷ thứ chín sau Công nguyên với cuộc chinh phục lưu vực Carpathian của hoàng tử Hungary Árpád. Cháu cố của ông là Stephen I lên ngôi vào năm 1000, chuyển đổi vương quốc của mình thành một vương quốc Cơ đốc giáo. Đến thế kỷ 12, Hungary trở thành một cường quốc trong khu vực, đạt đến tầm cao văn hóa và chính trị vào thế kỷ 15. Sau Trận Mohács năm 1526, vương quốc này bị Đế chế Ottoman chiếm đóng một phần (1541–1699). Hungary nằm dưới sự cai trị của nhà Habsburg vào đầu thế kỷ 18, sau đó sát nhập với Đế quốc Áo để thành lập Đế quốc Áo-Hung, một cường quốc vào đầu thế kỷ 20.
Đế quốc Áo-Hung sụp đổ sau Chiến tranh thế giới thứ nhất và Hòa ước Trianon sau đó đã thiết lập biên giới hiện tại của Hungary, dẫn đến việc mất 71% lãnh thổ, 58% dân số và 32% dân số sắc tộc Hungary. Sau thời kỳ hỗn loạn giữa các cuộc chiến, Hungary gia nhập phe Trục trong Thế chiến thứ hai, chịu thiệt hại và thương vong đáng kể. Việc Hungary dỡ bỏ hàng rào biên giới với Áo đã đẩy nhanh sự sụp đổ của Khối phía Đông, và sau đó là Liên Xô. Ngày 23 tháng 10 năm 1989, Hungary trở thành một nước cộng hòa dân chủ nghị viện. Hungary gia nhập Liên minh Châu Âu năm 2004 và là một phần của Khu vực Schengen từ năm 2007.
Hungary là một cường quốc tầm trung trong các vấn đề quốc tế, phần lớn là do ảnh hưởng về văn hóa và kinh tế của nó. Nước này được coi là một quốc gia phát triển với nền kinh tế thu nhập cao và xếp hạng "rất cao" trong Chỉ số Phát triển Con người, với công dân được chăm sóc sức khỏe toàn dân và giáo dục trung học miễn phí. Hungary có một lịch sử lâu đời với những đóng góp đáng kể về nghệ thuật, âm nhạc, văn học, khoa học và công nghệ. Đây là điểm đến du lịch nổi tiếng thứ mười ba ở châu Âu, thu hút 15,8 triệu khách du lịch quốc tế vào năm 2017. Hungary là thành viên của nhiều tổ chức quốc tế, bao gồm Liên Hợp Quốc, NATO, WTO, Ngân hàng Thế giới, IIB, AIIB, Hội đồng Châu Âu và Nhóm Visegrád.

## Lịch sử

### Thời kỳ Tiền Magyar (trước năm 896)

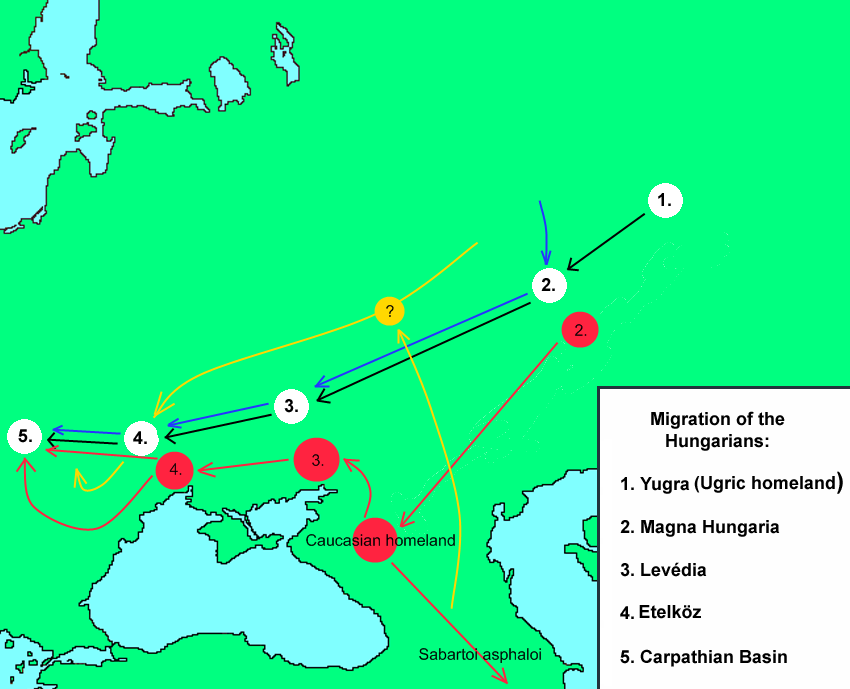
Quá trình di cư của người Hungary (Magyar)

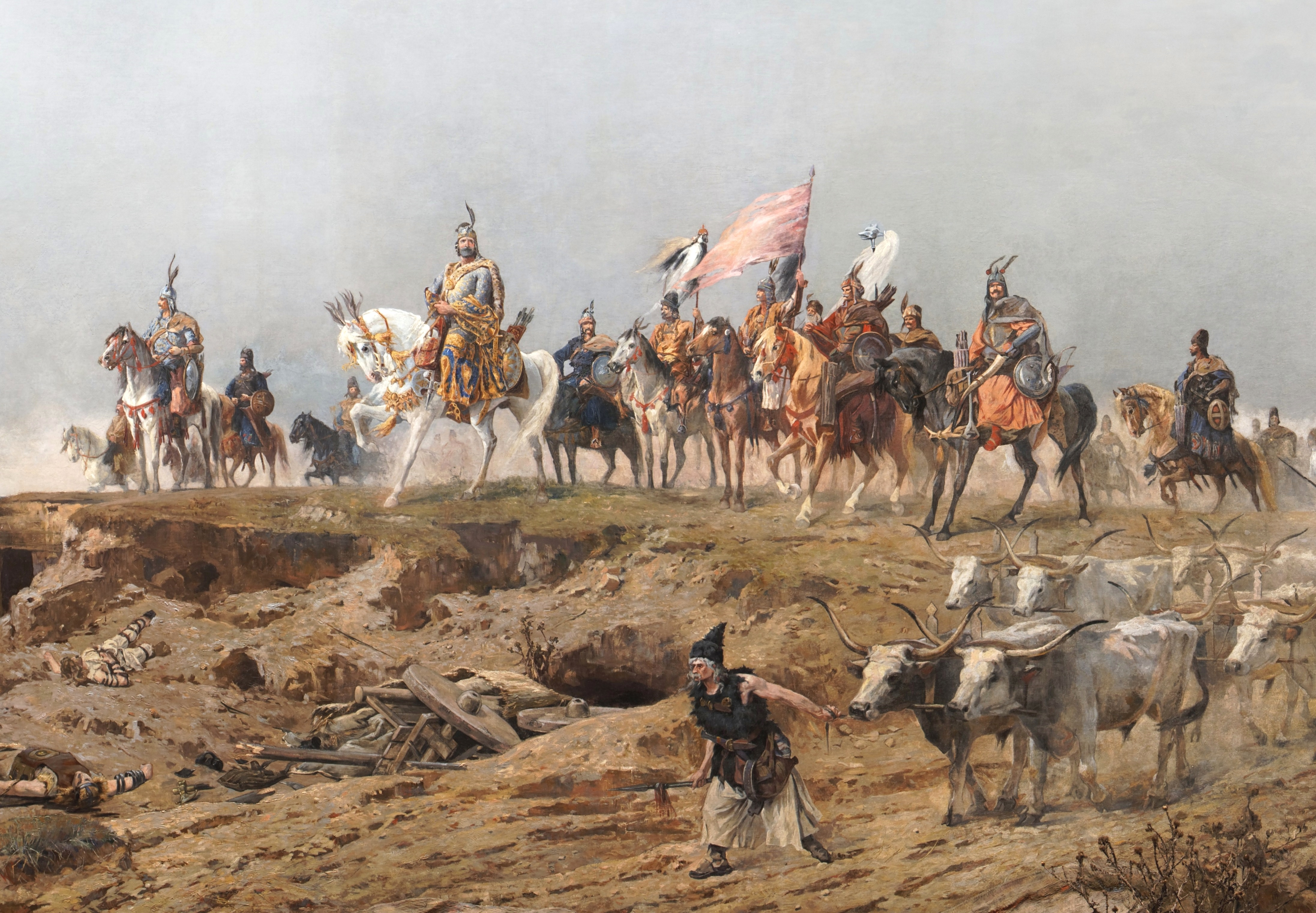
Người Hungary tiến vào đồng bằng Carpath

Sau khi Đế chế Tây La Mã sụp đổ trước sự xâm nhập của các bộ tộc Đức và Carpath, nhiều dân tộc khác nhau đã di chuyển đến châu Âu sinh sống. Một trong số sớm nhất đó là người Hung, những người đã xây dựng hẳn một đế chế hùng mạnh tại châu Âu với vị thủ lĩnh nổi tiếng là vua Attila. Trước đây có ý kiến cho rằng Attila là vị vua đầu tiên khai sinh ra dân tộc Hungary nhưng ngày nay, nhiều ý kiến lịch sử lại cho rằng nguồn gốc tên gọi "Hungary" không phải đến từ bộ lạc du mục người Trung Á này mà bắt nguồn từ người Magyar (chính là người Hungary sau này) vào thế kỷ VII, lúc đó là một phần của Liên minh Bulgar với tên gọi On-Ogour, có nghĩa là "Mười Mũi Tên".
Sau khi đế chế của người Hung suy tàn, bộ tộc Đức Ostrogoth và sau đó là người Lombard đã đến vùng đồng bằng Pannonia, người Gepid đồng thời cũng hiện diện tại phía đông bồn địa Carpath trong vòng 100 năm. Vào khoảng năm 560, người Avar thành lập nước Avar Khaganate hùng mạnh, chinh phục các dân tộc láng giềng. Đất nước này sau đó bị suy yếu bởi những cuộc chinh chiến liên miên rồi kết thúc sự tồn tại 250 năm sau đó khi người Frank dưới sự lãnh đạo của Charlemagne tiến vào chinh phục từ phía tây và người Bulgaria dưới sự lãnh đạo của Krum uy hiếp từ phía đông. Không một quốc gia nào được thành lập trên lãnh thổ Hungary sau đó cho đến khi Arpad, thủ lĩnh của người Magyar (Hungary) thống nhất các bộ lạc Magyar lại và tiến vào vùng đồng bằng Pannonia sinh sống năm 896.

### Hungary thời trung cổ (896 – 1526)

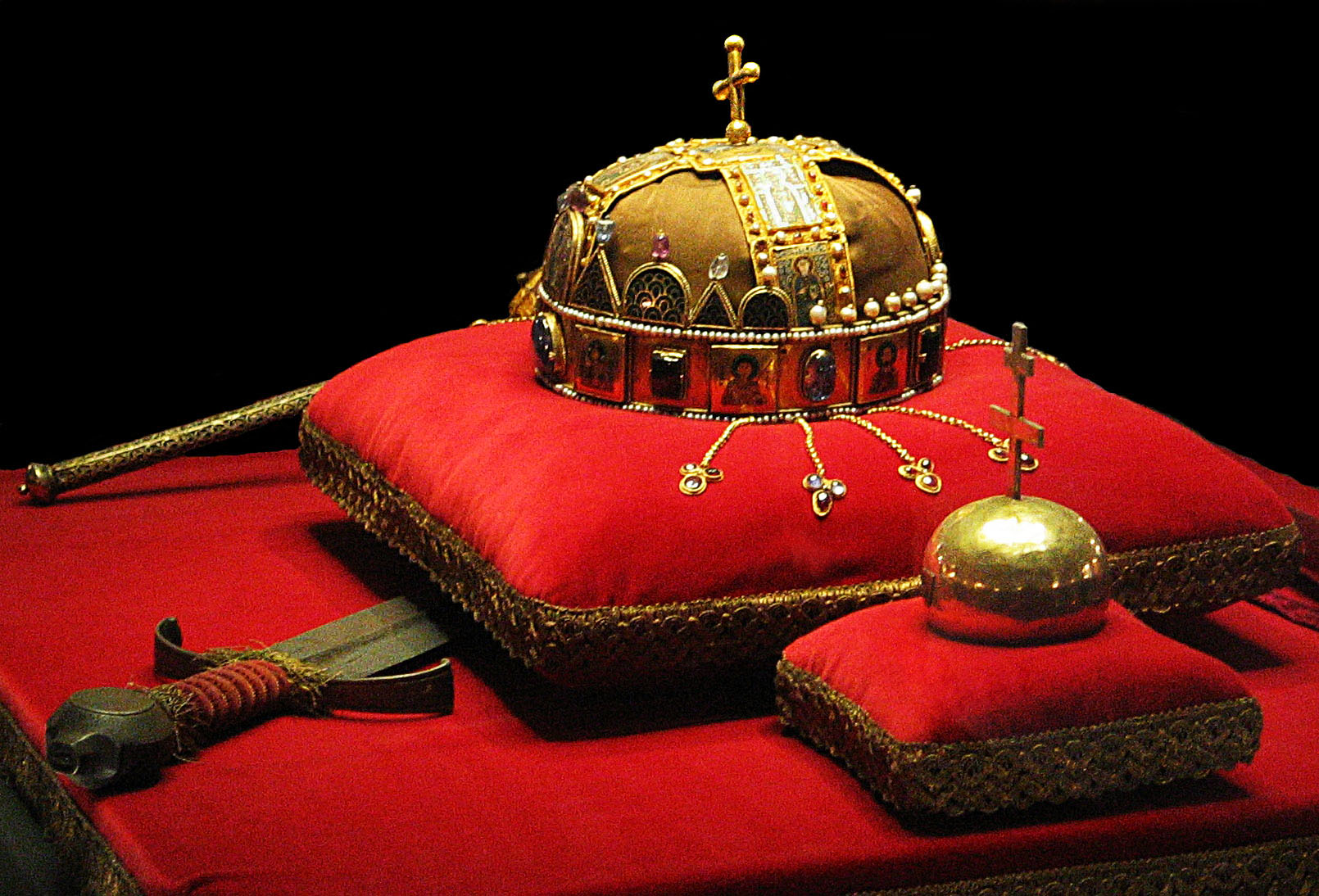
Vương miện thánh và các bảo vật của nhà vua Hungary

Hungary là một trong những quốc gia có lịch sử lâu đời nhất tại châu Âu. Đất nước này được thành lập năm 996, trước khi những tiểu vương quốc ở Pháp hay Đức được thành lập và sớm hơn cả sự thống nhất các vương quốc Anglo-Saxon tại đảo Anh. Nước Hungary trung cổ có diện tích lớn hơn nước Pháp và dân số đứng hàng thứ ba tại châu Âu lúc bấy giờ. Vào thế kỷ IX, Arpad, một thủ lĩnh người Magyar đã thống nhất các bộ lạc Magyar lại rồi đưa họ vào vùng đồng bằng Pannonia sinh sống. Với một lực lượng quân đội hùng mạnh, người Hungary đã mở nhiều cuộc chiến tranh chinh phục và thậm chí đã từng tấn công sang tận Tây Ban Nha. Đến thời hoàng tử Geza, ông đã quyết định đưa đất nước Hungary tiến theo mô hình chính trị và xã hội của các nước Tây Âu và trở thành một quốc gia theo Công giáo.
Năm 1000 sau công nguyên, Vương quốc Hungary theo Công giáo được thành lập với sự kiện vua István I đăng quang với chiếc vương miện được gửi đến từ giáo hoàng. Ông là con trai của Geza và mang dòng máu của thủ lĩnh Arpad. Năm 1006, vua István I củng cố quyền lực, tiêu diệt những người đối lập theo truyền thống tôn giáo nguyên thủy hoặc định liên minh với Đế chế Byzantine. Ông hoàn thành việc biến Hungary thành một nhà nước phong kiến theo Công giáo, đồng thời mở rộng đáng kể lãnh thổ và dân cư.
Năm 1222, vua Hungary András II khởi xướng Bộ luật Vàng (Golden Bull) của Hungary, có thể coi như bản hiến pháp đầu tiên trên lục địa châu Âu và tương tự như Magna Carta tại Anh mà sau đó, tất cả các vua Hungary khi đăng quang phải tuyên thệ. Bộ luật Vàng này hạn chế bởi quyền hạn của nhà vua và mở rộng quyền lực của giới quý tộc, hợp pháp hóa quyền bất tuân lệnh cũng như các quyền lợi khác của họ. Sau đó không lâu, Nghị viện Hungary được thành lập.
Khoảng năm 1241-1242, đất nước Hungary bị tàn phá nặng nề trước sự xâm lăng hung hãn của quân Mông Cổ, lúc đó đang tấn công khắp nhiều vùng đất từ châu Á đến châu Âu. Các nhà sử học đã ước tính có khoảng một nửa trong số 2 triệu dân của Hungary bấy giờ đã thiệt mạng trong chiến tranh. Sau khi quân Mông Cổ rút đi, vua Béla IV đã củng cố lại sức mạnh phòng thủ của đất nước và cho xây dựng lại nhiều pháo đài bằng đá. Kết quả là khi người Mông Cổ lại sang xâm lấn năm 1286, họ đã bị hệ thống phòng thủ của người Hungary chặn lại và bị đánh thua tại Pest.
Vương triều Arpad tồn tại đến năm 1301 thì chấm dứt. Sau đó, vua Károly Róbert, người có họ ngoại với Arpad đã lên ngôi và trở thành vị vua đầu tiên của triều đại Angevin. Dưới sự cai trị của ông, nhiều chính sách tài chính và tiền tệ đã được tiến hành, thúc đẩy nền kinh tế Hungary phát triển, nhiều đô thị phát triển rực rỡ. Vị vua tiếp nới của triều đại Angevin là Lajos I Đại đế (1342-1382) đã đưa lãnh thổ Hungary mở rộng từ bờ Biển Đen đến biển Adriatic và sau đó còn trở thành vua của Ba Lan, tạo tiền đề cho mối quan hệ tốt đẹp giữa hai nước Hungary - Ba Lan.
Sau Ý, Hungary là quốc gia đầu tiên tại lục địa châu Âu xuất hiện phong trào Phục Hưng. Năm 1472, một xưởng in chính thức được thành lập tại thành phố Buda. Dưới triều vua Mátyás Corvin (1458-1490), Hungary trở thành một trung tâm văn hóa lớn của châu Âu. Thư viện Bibliotheca Corviniana là bộ sưu tập lớn nhất châu Âu các bộ biên niên sử, các tác phẩm triết học và khoa học trong thế kỷ XV. Thư viện này đã được UNESCO công nhận là Di sản văn hóa thế giới.
Vào cuối thế kỷ XV, vương quốc Hungary bắt đầu suy tàn dưới sự cai trị của vị vua bất tài Ulászló II. Năm 1514, một cuộc khởi nghĩa nông dân bùng nổ tại Hungary nhưng sau đó bị giới quý tộc đàn áp đẫm máu. Trong khi đó, Đế chế Ottoman ngày một lớn mạnh và đem quân tấn công Hungary. Năm 1521, pháo đài quan trọng bậc nhất của Hungary tại Beograd ngày nay thất thủ, và đến năm 1526, quân đội Hungary bị tiêu diệt gần như toàn bộ trong trận Mohács. Cuộc cải cách tôn giáo diễn ra cùng thời gian đó tại châu Âu càng khiến Hungary trở nên hỗn loạn và tiến đến bờ vực sụp đổ.

### Sự chiếm đóng của Ottoman giai đoạn 1526-1686
Thất bại tại trận Mohács với sự kiện vua Lajos II tử trận đã mở đầu một thời kỳ hỗn loạn kéo dài tại đất nước Hungary. Giới quý tộc Hungary cùng lúc bầu lên hai vị vua là Ferdinand Habsburg (1526-1540) và János Szapolyai (1527-1540), hai bên xây dựng quân đội của riêng mình và đánh lẫn nhau khiến đất nước ngày càng suy yếu. Năm 1541, người Ottoman chinh phục được thành phố Buda và khiến Hungary vỡ thành ba mảnh: một phần ba ở phía tây bắc nằm dưới sự cai trị của triều đình Habsburg, một phần ba ở miền trung (thuộc lãnh thổ Hungary ngày nay) bị Ottoman và một phần ba ở phía đông trở thành Công quốc Transilvania, một nước lớn bán độc lập, chư hầu của Ottoman. Khoảng 150 năm sau đó, triều đình Habsburg đã giành toàn bộ quyền kiểm soát Hungary.
Trong thời gian này, thành phố Pozsony, tức Bratislava (thủ đô Slovakia ngày nay) đã trở thành thủ đô mới của Hungary. Thành phố Nagyszombat (nay là Trnava) trở thành một trung tâm tôn giáo lớn. Từ năm 1604 đến năm 1711, những cuộc chiến chống lại ách áp bức của người Áo cũng tăng lên, tiêu biểu là cuộc khởi nghĩa của Rakoczi Ferenc nhưng sau đó đã bị thất bại.

### Từ Cách mạng Hungary 1848 đến Đế chế Áo-Hung

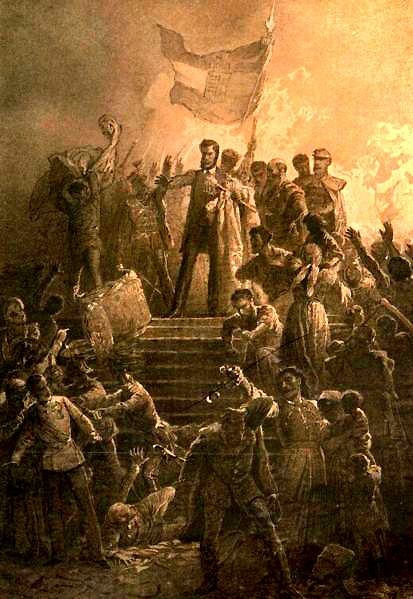
Cách mạng Hungary năm 1848

Ngày 15 tháng 3 năm 1848, những cuộc biểu tình lớn nổ ra trên các đường phố Pest và Buda trong cao trào cách mạng tư sản đang lan khắp châu Âu năm 1848. Đối mặt với những cuộc nổi dậy liên tiếp ngay tại chính kinh đô Viên, triều đình Habsburg đã phải tạm thời chấp nhận những yêu cầu của người Hungary. Nhưng sau khi cuộc cách mạng tại Áo bị đàn áp, triều đình Habsburg đã kích động người Croatia, Serbia và Romania chống lại chính phủ Hungary. Chính phủ cách mạng của Hungary cũng nhận được sự ủng hộ của một bộ phận lớn người Slovak, Đức, Rusyn, Do Thái. Tướng János Damjanich, một người Serbia đã trở thành người anh hùng lịch sử của dân tộc Hungary khi lãnh đạo một đội quân cách mạng của nước này. Lúc ban đầu, quân đội Hungary đã giành được một số thắng lợi bước đầu nhưng sau khi triều đình Habsburg cầu viện nước Nga, quân Nga hoàng đã tràn vào và dập tắt cuộc khởi nghĩa. Ngày 6 tháng 10 năm 1849, 13 vị tướng lĩnh trong quân đội cách mạng Hungary và thủ tướng Lajos Batthyany đã bị xử tử.
Sau khi nước Áo bị quân Phổ đánh bại năm 1866, để củng cố quyền lực của mình tại châu Âu, đế quốc Áo đã liên kết với vương quốc Hungary để thành lập Đế quốc Áo-Hung (năm 1867). Đế quốc Áo-Hung gồm 2 phần là Áo và Hungary, mỗi nước có chính phủ và các chính sách riêng biệt nhưng đều thuộc quyền cai trị của Hoàng đế Áo. Thời kỳ này, Vương quốc Hungary đã có những bước tiến ấn tượng về mặt kinh tế, bước đầu được công nghiệp hóa mặc dù cơ cấu kinh tế vẫn chủ yếu dựa trên nông nghiệp, còn khá lạc hậu so với các nước tư bản Tây Âu.
Trong Chiến tranh thế giới thứ nhất, Áo-Hung chiến đấu bên phe Liên minh Trung tâm của Đế chế Đức, Bulgaria và Đế chế Ottoman. Những khó khăn về kinh tế, các thất bại quân sự cũng như sự bất mãn của người dân đã khiến Đế quốc Áo-Hung sụp đổ hoàn toàn vào năm 1918, trên cơ sở đó hình thành các quốc gia mới là Áo, Tiệp Khắc và Hungary.

### Giữa hai cuộc thế chiến

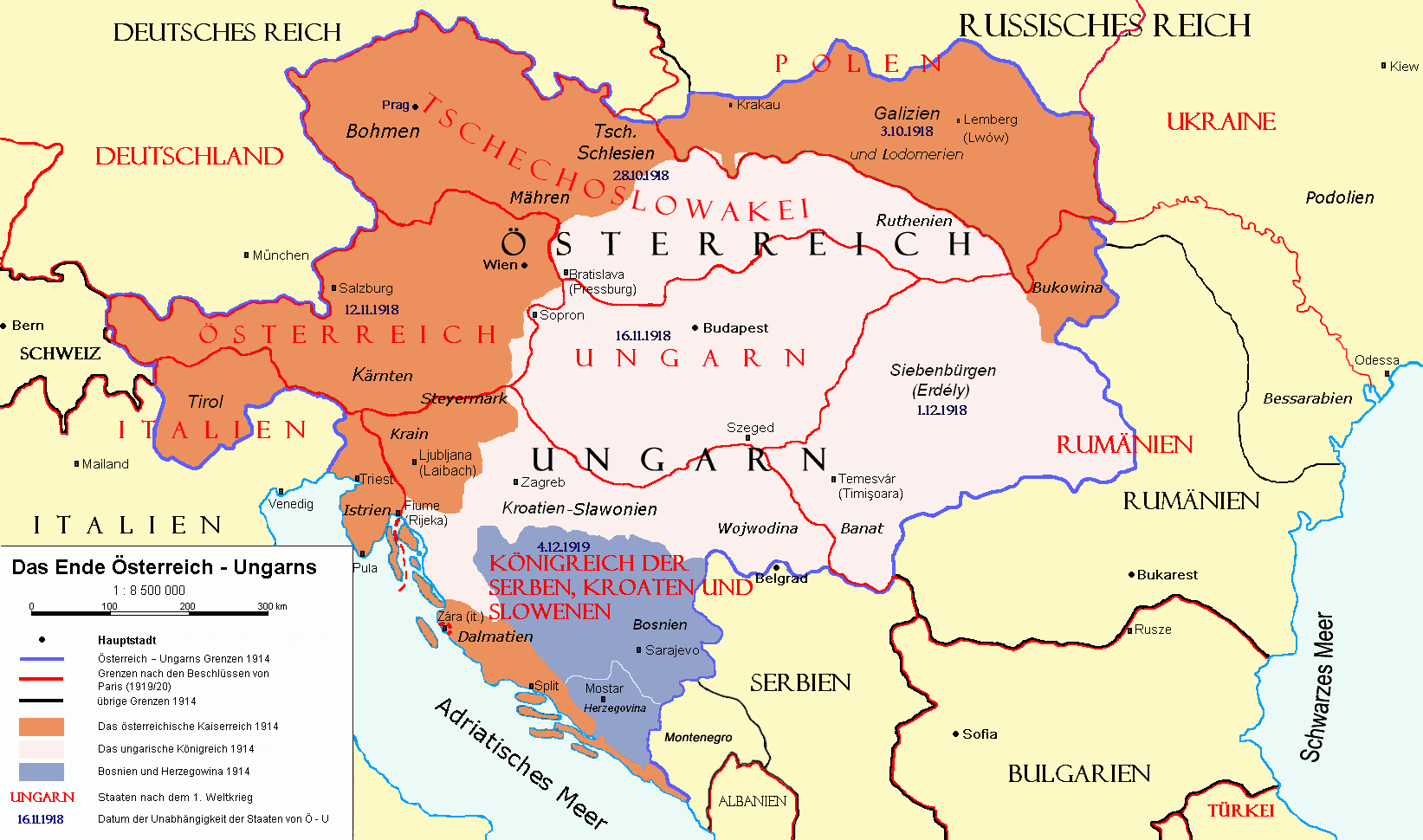
Sự khác nhau về biên giới giữa Vương quốc Hungary bên trong Đế chế Áo-Hung và Hungary độc lập sau Hòa ước Trianon

Vào tháng 3 năm 1919, những người cộng sản giành chính quyền ở Hungary. Vào tháng 4, Béla Kun tuyên bố thành lập Cộng hòa Xô viết Hungary, tuy nhiên chính thể xô viết này chỉ tồn tại được một thời gian ngắn ngủi.
Vào ngày 13 tháng 6 năm 1919, Hội nghị Hòa bình Versailles đã ra lệnh cho Hungary phải từ bỏ các lãnh thổ phía bắc và Romania phải rời khỏi Tiszántúl. Hungary đã tuân thủ mệnh lệnh đó tính cho đến ngày 30 tháng 6 năm 1919. Nhưng quân đội Romania đã từ chối không chịu rời khỏi Tiszántúl.
Chiến tranh nổ ra sau đó giữa Hungary và Romania đã dẫn tới thất bại của Hồng quân Hungary. Tính đến tháng 8 năm 1919, hơn một nửa của Hungary ngày nay, bao gồm cả Budapest, bị chiếm đóng bởi Romania. Sự chiếm đóng của quân Romania kéo dài đến tháng 11 năm 1919 khi quân đội Romania rút đi.
Lực lượng quân đội cánh hữu Hungary, lãnh đạo bởi cựu Đô đốc Áo-Hungary Miklós Horthy, tiến vào Budapest ngay sau khi quân đội Romania rút đi và lấp đầy chỗ trống của quyền lãnh đạo nhà nước. Vào tháng 1 năm 1920, bầu cử diễn ra để bầu một quốc hội đa nguyên. Đô đốc Horthy được bầu vào chức thủ tướng, do đó đã phục hồi lại chính thức hoàng gia Hungary. Tuy nhiên, không còn có "Vua của Hungary" nữa mặc cho các cố gắng của nhà cai trị Habsburg trước đó để trở lại vị trí nắm quyền. Horthy đã nắm quyền thủ tướng cho đến 16 tháng 10 năm 1944. Nhưng sau năm 1932, các xu hướng độc tài đã dần dần trở lại vì ảnh hưởng của chủ nghĩa Phát xít và Đại khủng hoảng.
Vào 4 tháng 6 năm 1920, Hòa ước Trianon được ký kết, thiết lập các đường biên giới của Hungary. Hungary mất 71% lãnh thổ và khoảng 66% dân số. Khoảng 1/3 dân số Magyar trở thành dân tộc thiểu số ở các nước lân cận. Hungary cũng bị mất cảng biển duy nhất tại Fiume (ngày nay là Rijeka). Do đó, chính trị Hungary và văn hóa thời kỳ giữa hai cuộc thế chiến bị ảnh hưởng lớn bởi chủ nghĩa khôi phục lại tổ quốc trong quá khứ. Xuyên suốt thời kì này kinh tế Hungary hết sức mất ổn định, tuy trở nên phồn thịnh sau chiến tranh nhưng lại tổn thất nặng trong và sau Đại khủng hoảng, và ổn định chỉ hơi ổn định một chút trước khởi đầu của Chiến tranh thế giới thứ hai. Nước này xích lại gần hơn các quốc gia phát xít Đức và Ý trong những năm của thập kỉ 1930 với cố gắng làm đảo ngược một số hậu quả của Hòa ước Trianon, với việc một số lãnh thổ bị mất trước kia được Đức và Ý nhượng lại cho Hungary.

### Chiến tranh thế giới thứ hai
Vào năm 1941, Hungary tham dự cuộc xâm lược Nam Tư, chiếm được một số đất đai và tham dự vào Phe Trục trong quá trình đó (để phản đối, thủ tướng Pál Teleki đã tự sát). Vào 22 tháng 6 1941, khi quân Đức xâm lược Liên Xô trong Chiến dịch Barbarossa, Hungary tuyên chiến vào ngày 26 tháng 6, tham dự Chiến tranh thế giới thứ hai. Vào cuối năm 1941, quân Hungary ở Mặt trận phía đông đã chiến thắng tại Trận Uman. Đến năm 1943, sau khi Quân đoàn Hungary thứ 2 chịu thất bại nặng nề tại sông Don, nhà nước Hungary tìm cách thương lượng đầu hàng quân Đồng Minh. Vào ngày 19 tháng 3 năm 1944, để đối phó với sự trở mặt này, quân Đức lặng lẽ chiếm Hungary trong Chiến dịch Margarethe. Nhưng, đến bây giờ thì người ta biết rõ là người Hungary không muốn làm vệ tinh cho Đức. Vào ngày 15 tháng 10 1944, Horthy đã cố gắng yếu ớt để đưa đất nước ra khỏi cuộc chiến. Lúc này quân Đức mở Chiến dịch Panzerfaust và Horthy được thay thế bởi một nhà nước bù nhìn dưới quyền thủ tướng thân Đức Ferenc Szálasi. Szálasi và Đảng Mũi tên Chữ thập thân phát xít của ông ta trung thành với quân Đức cho đến hết cuộc chiến. Vào cuối năm 1944, quân Hungary ở Mặt trận phía đông lại chiến thắng một lần nữa ở trận đánh Debrecen. Nhưng ngay lập tức sau đó là sự xâm lăng Hungary của quân độ Xô viết và trận đánh Budapest. Trong khi quân Đức chiếm đóng vào tháng 5-6 năm 1944, Đảng Mũi tên Chữ thập và cảnh sát Hungary đã trục xuất gần 440.000 dân Do Thái, đa số là đến trại tập trung Auschwitz. Cuộc chiến đã làm Hungary thiệt hại nặng nề và tổn thất 60% nền kinh tế làm tổn thất nhiều nhân mạng. Vào 13 tháng 2 năm 1945, thành phố thủ đô Hungary đầu hàng không điều kiện. Vào 8 tháng 5 năm 1945, Chiến tranh thế giới thứ hai ở châu Âu chính thức chấm dứt.

### Thời đại Xô viết 1945-1989
Sau khi Phát xít Đức thất bại, quân đội Xô viết đã tiến vào hầu hết nước này. Chính phủ thân Đức Quốc xã bị giải tán, và qua ảnh hưởng của Liên Xô, Hungary dần dần trở thành một nước xã hội chủ nghĩa thân cận với Liên Xô. Sau năm 1948, lãnh đạo Cộng sản Rákosi Mátyás đã thiết lập chế độ kiểu Stalin với bắt buộc hợp tác xã hóa và kinh tế kế hoạch. Sự cầm quyền của nhà nước Rákosi đã vượt quá sức chịu đựng của người dân Hungary sau chiến tranh. Điều này đã dẫn tới cuộc chính biến tại Hungary 1956 và Hungary tạm thời rút lui khỏi khối Hiệp ước Warszawa. Liên Xô đã trả đũa mạnh mẽ với biện pháp vũ trang, gửi trên 150.000 quân và 2.500 xe tăng. Gần 200.000 người đã bỏ chạy khỏi đất nước để tránh chiến sự khi các biên giới để ngỏ vào năm 1956. Từ những năm thập niên 1960 đến cuối những năm thập niên 1980, tình hình trong nước Hungary tương đối yên tĩnh, kinh tế phát triển nhanh nhờ công nghiệp hóa. Trong thời kỳ này, đời sống nhân dân được cải thiện nhanh chóng, các ngành công nghiệp Hungary có sự phát triển nhanh. Điều này xảy ra dưới thời cầm quyền của nhà lãnh đạo mà vai trò còn nhiều tranh cãi, János Kádár. Người lính Xô viết cuối cùng rời đất nước Hungary vào năm 1991 và kết thúc sự hiện diện của quân đội Liên Xô ở Hungary.

### Cộng hòa Hungary 1989-đến nay
Trong cuối thập kỉ 1980, Hungary đã dẫn đầu phong trào giải tán Hiệp ước Warszawa và chuyển sang một thể chế đa đảng. Điều này nghĩa là mặc dù có nhiều ứng cử viên, đảng cộng sản, MSZMP, vẫn không được đem ra bàn cãi. Tuy nhiên, các ứng cử viên độc lập được bầu lên để phản đối lại đảng. Vào thời điểm đó, áp lực cải cách tăng dần từ bên trong đảng. Họ cũng di chuyển về phía một nền kinh tế thị trường. Vào 23 tháng 10 năm 1989, Mátyás Szűrös tuyên bố thành lập Cộng hòa Hungary thứ III và trở thành tổng thống lâm thời. Bầu cử đa đảng ở Hungary diễn ra lần đầu tiên vào năm 1990. Theo sau sự tan rã của Liên Xô vào năm 1991, Hungary phát triển một mối quan hệ gần gũi hơn với Tây Âu cũng như các nước Trung Âu. Nước này trở thành một thành viên của nhóm Visegrad vào năm 1991, gia nhập NATO năm 1999, và trở thành một nước thành viên của Liên minh châu Âu vào 1 tháng 5 năm 2004.

## Địa lý
Hungary nằm ở Trung Âu, Bắc giáp Slovakia, Đông giáp Ukraina và România, Nam giáp Serbia và Croatia, Tây giáp Slovenia và Áo. Địa lý của Hungary theo truyền thống được xác định bởi hai con sông chính: sông Danube và sông Tisza. Đất nước được chia thành ba miền địa lý: Dunántúl ("vượt qua sông Danube", Transdanubia), Tiszántúl ("ngoại Tisza"), và Duna-Tisza köze ("giữa sông Danube và Tisza"). Dòng Danube chảy theo hướng bắc-nam thông qua trung tâm Hungary hiện tại, và cả đất nước này nước nằm trong lưu vực thoát nước.
Transdanubia, trải dài về phía tây trung tâm của đất nước cho đến Áo, là một vùng đồi núi chủ yếu với địa hình đa dạng bởi các ngọn núi thấp. Chúng bao gồm dải Alps ở phía đông, Alpokalja ở phía tây của đất nước. Dãy núi Transdanubian ở vùng trung tâm Transdanubia, dãy núi Mecsek và dãy núi Villány ở phía nam. Các vùng đồng bằng Alfold ở bắc Transdanubia. Hồ Balaton và hồ Hévíz là các hồ lớn nhất ở Trung Âu và hồ nhiệt đới lớn nhất trên thế giới, cũng như ở Transdanubia. Kisalfold trải dài trên hầu hết các khu vực phía đông và đông nam của đất nước. Phía bắc của vùng đồng bằng là chân núi Carpathians gần biên giới Slovakia. Kékes là ngọn núi cao nhất ở Hungary với độ cao 1.014 m. Theo WWF, lãnh thổ của Hungary thuộc vùng sinh thái của rừng hỗn giao Pannonian.
Hungary có 10 vườn quốc gia, 145 khu bảo tồn thiên nhiên nhỏ và 35 khu bảo vệ cảnh quan.

### Khí hậu
Khí hậu Hungary nằm trong miền khí hậu lục địa khô, mùa đông lạnh, mùa hè nóng và ẩm. Chính kiểu khí hậu này tạo điều kiện cho sự phát triển các thảm thực vật thảo nguyên phục vụ cho ngành chăn nuôi trên các đồng cỏ. Lượng mưa lớn và giảm dần từ Tây sang Đông.

### Môi trường
Ô nhiễm không khí; ô nhiễm đô thị và công nghiệp (hồ Balaton); vấn đề cải thiện môi trường khi gia nhập Liên hiệp châu Âu đòi hỏi một khoản đầu tư khá lớn (4 tỉ USD/ 6 năm).

## Chính trị
Hungary là một nước cộng hòa đại nghị. Tổng thống là nguyên thủ quốc gia, do Quốc hội bầu với nhiệm kỳ 5 năm. Quốc hội gồm 199 nghị sĩ được bầu theo hệ thống đầu phiếu song song, nhiệm kỳ của mỗi khóa Quốc hội là 4 năm. Thủ tướng là người đứng đầu chính phủ do Quốc hội bầu. Thủ tướng bổ nhiệm, miễn nhiệm thành viên Chính phủ với sự phê chuẩn chính thức của tổng thống.

### Các đảng phái chính
Sau Cách mạng 1989, Hungary có một hệ thống đa đảng. Trong cuộc bầu cử Quốc hội năm 2022, liên minh Fidesz–KDNP duy trì đa số hai phần ba số ghế trong Quốc hội. Hiện tại, chính trường Hungary do Fidesz thống trị, bên cạnh đó còn có ba đảng chính là Liên minh Dân chủ cánh tả, Phong trào Tổ quốc cực hữu và Phong trào Xung kích.

### Phân cấp hành chính
Hungary được chia thành 19 hạt (megye). Ngoài ra, Budapest, là một thực thể độc lập, không thuộc bất cứ tỉnh nào. Các hạt và thủ đô là 20 đơn vị NUTS cấp 3 của Hungary. Các tỉnh được chia tiếp thành 174 quận (járás) tính đến ngày 1 tháng 1 năm 2013. Ngoài ra còn có 23 thị trấn có quy chế cấp quận (megyei jogú város). Chính quyền địa phương của các thị trấn này được mở rộng quyền hạn, nhưng các thị trấn này thuộc về lãnh thổ của quận tương ứng thay vì là các đơn vị lãnh thổ độc lập. Hội đồng quận và các đô thị có vai trò khác nhau và trách nhiệm riêng biệt liên quan đến chính quyền địa phương. Vai trò của các quận về cơ bản là hành chính và tập trung vào phát triển chiến lược, trong khi các trường mẫu giáo, các công trình nước công cộng, xử lý rác thải, chăm sóc người cao tuổi và các dịch vụ cứu hộ được quản lý bởi các đô thị.
Từ năm 1996, các quận trên và thành phố Budapest đã được gộp lại thành 7 vùng nhằm mục đích thống kê và phát triển. Bảy khu vực này tạo thành các đơn vị cấp hai của NUTS ở Hungary, bao gồm: Vùng Trung tâm Hungary, vùng Trung Transdanubia, vùng Bắc Đồng bằng Lớn, vùng Bắc Hungary, vùng Nam Transdanubia, vùng Nam Đồng bằng lớn, và vùng Tây Transdanubia.

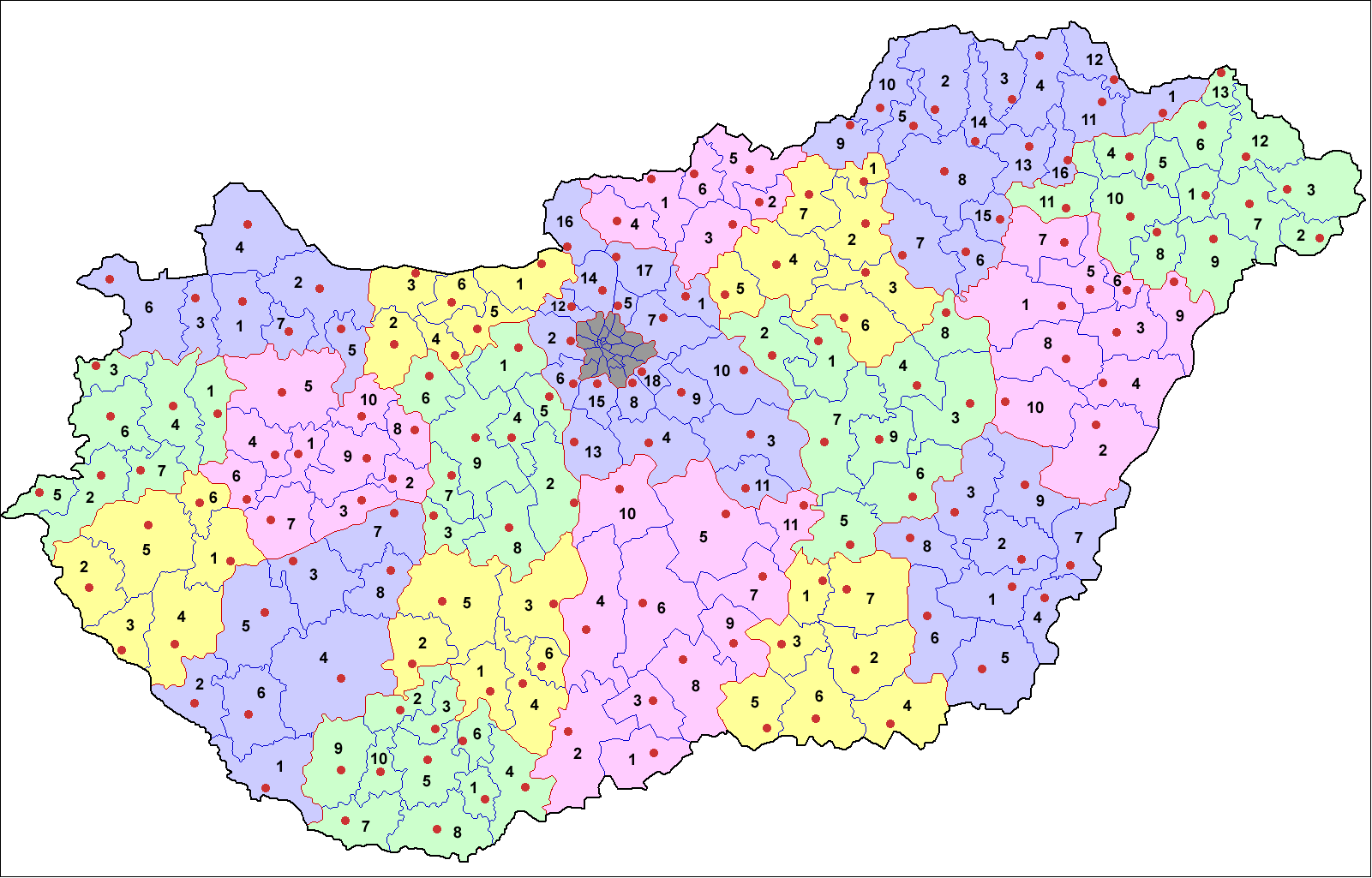
Bản đồ hành chính Hungary

| Tỉnh                     | Thủ phủ        | Dân số    | Vùng               |
| ------------------------ | -------------- | --------- | ------------------ |
| Bács-Kiskun              | Kecskemét      | 524,841   | Nam Great Plain    |
| Baranya                  | Pécs           | 391,455   | Nam Transdanubia   |
| Békés                    | Békéscsaba     | 361,802   | Nam Great Plain    |
| Borsod-Abaúj-Zemplén     | Miskolc        | 684,793   | Bắc Hungary        |
| Capital City of Budapest | Budapest       | 1,744,665 | Trung Hungary      |
| Csongrád                 | Szeged         | 421,827   | Nam Great Plain    |
| Fejér                    | Székesfehérvár | 426,120   | Trung Transdanubia |
| Győr-Moson-Sopron        | Győr           | 449,967   | Tây Transdanubia   |
| Hajdú-Bihar              | Debrecen       | 565,674   | Bắc Great Plain    |
| Heves                    | Eger           | 307,985   | Bắc Hungary        |
| Jász-Nagykun-Szolnok     | Szolnok        | 386,752   | Bắc Great Plain    |
| Komárom-Esztergom        | Tatabánya      | 311,411   | Trung Transdanubia |
| Nógrád                   | Salgótarján    | 201,919   | Bắc Hungary        |
| Pest                     | Érd            | 1,237,561 | Trung Hungary      |
| Somogy                   | Kaposvár       | 317,947   | Nam Transdanubia   |
| Szabolcs-Szatmár-Bereg   | Nyíregyháza    | 552,000   | Bắc Great Plain    |
| Tolna                    | Szekszárd      | 231,183   | Nam Transdanubia   |
| Vas                      | Szombathely    | 257,688   | Tây Transdanubia   |
| Veszprém                 | Veszprém       | 353,068   | Trung Transdanubia |
| Zala                     | Zalaegerszeg   | 287,043   | Tây Transdanubia   |

### Đối ngoại
Hungary có ảnh hưởng đáng kể ở Trung và Đông Âu và là một cường quốc trong các vấn đề quốc tế. Các chính sách đối ngoại của Hungary được dựa trên bốn cam kết cơ bản: Hợp tác với các nước Đại Tây Dương, hội nhập châu Âu, phát triển quốc tế và tuân theo luật pháp quốc tế. Nền kinh tế Hungary khá cởi mở và dựa rất nhiều vào thương mại quốc tế.
Hungary là thành viên của Liên Hợp Quốc kể từ tháng 12 năm 1955 và là thành viên của Liên minh châu Âu, NATO, OECD, Tập đoàn Visegrád, WTO, Ngân hàng Thế giới, AIIB và IMF. Hungary đã đảm nhận vị trí chủ tịch của Hội đồng Liên minh châu Âu trong nửa năm vào năm 2011 và tiếp theo là vào năm 2024. Năm 2015, Hungary là nhà tài trợ phát triển OECD, DAC lớn thứ năm trên thế giới, chiếm 0,13% Tổng thu nhập quốc dân.
Thành phố thủ đô của Hungary, Budapest, là nơi có hơn 100 đại sứ quán và cơ quan. Đây cũng là nơi đặt trụ sở chính nhiều tổ chức quốc tế, trong đó có Viện Đổi mới và Công nghệ Châu Âu, Trường Cao đẳng Cảnh sát châu Âu, Cao ủy Liên Hợp Quốc về người tị nạn, Tổ chức Lương thực và Nông nghiệp Liên Hợp Quốc, Trung tâm Quốc tế về chuyển đổi Dân chủ, Viện Giáo dục Quốc tế, Tổ chức Lao động quốc tế, Tổ chức di trú Quốc tế, Hiệp hội Chữ thập đỏ và Trăng lưỡi liềm đỏ quốc tế, Trung tâm môi trường khu vực Trung và Đông Âu, Ủy ban Danube và các tổ chức khác.
Từ năm 1989, mục tiêu chính sách đối ngoại hàng đầu của Hungary đã đạt được sự hội nhập vào các tổ chức kinh tế và an ninh phương Tây. Hungary đã tham gia chương trình Đối tác vì Hòa bình vào năm 1994 và đã tích cực hỗ trợ các nhiệm vụ hòa bình ở Bosna. Hungary từ năm 1989 cũng đã cải thiện mối quan hệ láng giềng bằng cách ký kết các hiệp ước cơ bản với România, Slovakia và Ukraina. Những điều này từ bỏ tất cả các yêu sách lãnh thổ nổi bật và đặt nền tảng cho các mối quan hệ mang tính xây dựng. Tuy nhiên, vấn đề về quyền dân tộc thiểu số Hungary ở România, Slovakia và Serbia khiến căng thẳng song phương bùng lên. Kể từ năm 2017, quan hệ với Ukraina nhanh chóng xấu đi về vấn đề người Hungary ở Ukraina. Hungary từ năm 1989 đã ký kết tất cả các hiệp ước liên quan đến OSCE và làm Chủ tịch Văn phòng của OSCE vào năm 1997.

## Kinh tế

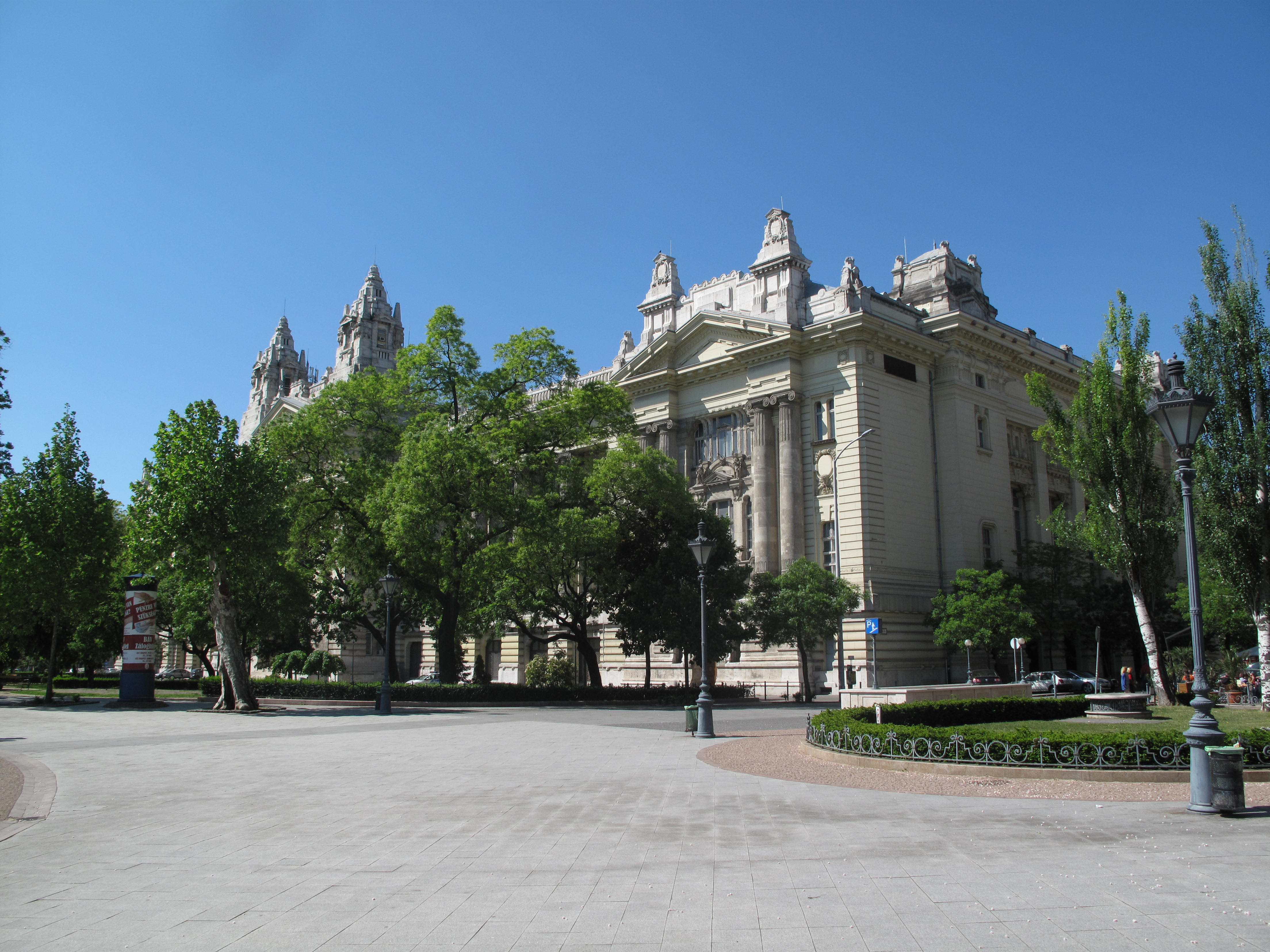
Sở Giao dịch Chứng khoán tại Budapest

Hungary có một nền kinh tế hỗn hợp thu nhập cao với chỉ số phát triển con người cao và lực lượng lao động kĩ năng cao. Hungary là quốc gia có bất bình đẳng thu nhập thấp thứ 16 và có nền kinh tế phức tạp thứ 9 trên thế giới. Nền kinh tế Hungary có GDP (PPP) lớn thứ 57 trên thế giới ở mức 265,037 tỷ đô la Mỹ và GDP bình quân đầu người lớn thứ 49 theo sức mua tương đương. Năm 2017, tỷ lệ lao động có việc làm là 68,3%, tỷ lệ thất nghiệp là 4,1%; 63,2% lực lượng lao động làm việc trong ngành dịch vụ, 29,7% làm việc trong ngành công nghiệp, 7,1% làm việc trong ngành nông nghiệp.

### Các ngành công nghiệp chủ chốt
Chế tạo máy, thiết bị đo lường chính xác, ô tô, nhôm, lọc hóa dầu, hóa chất, dược phẩm, thiết bị y tế... Các sản phẩm nông nghiệp chủ yếu gồm: lúa mì, ngô, hạt hướng dương, củ cải ngọt, thịt gia súc, gia cầm, sữa...

### Thương mại
Hungary quan hệ thương mại chủ yếu với các nước Châu Âu. Năm 2010, xuất khẩu của Hungary đạt 93,7 tỷ USD, các mặt hàng xuất chủ yếu gồm máy móc, thiết bị (chiếm 61%), các sản phẩm chế tạo khác (28,7%), thực phẩm (6,5%), nguyên liệu (2%)... Các đối tác chủ yếu là Đức (chiếm 25,5% tổng kim ngạch), Italia (5,7%), Anh (5,4%), Pháp (5,4%), România (5,3%), Slovakia (5%), Áo (4,5%). Nhập khẩu đạt 87,4 tỷ USD, các mặt hàng nhập chủ yếu gồm máy móc, thiết bị (50%), nhiên liệu và điện (11%), thực phẩm và nguyên liệu... Các đối tác chủ yếu là Đức (25%), Trung Quốc (8,6%), Nga (7,3%), Áo (6%), Hà Lan (4,7%), Pháp (4,5%), Slovakia (4%), Italia (4%), Ba Lan (4%).
Tính tới ngày 31 tháng 12 năm 2010, Hungary đã thu hút được 72,6 tỷ USD vốn FDI và đã đầu tư ra nước ngoài 20,5 tỷ USD.

### Chính sách ODA
Từ năm 2004, Hungary bắt đầu dành ngân sách cho việc cấp ODA và ngân sách ODA năm 2010 đã đạt mức 0,17% tổng thu nhập quốc gia (GNI), đúng như cam kết với EU. Các lĩnh vực Hungary ưu tiên cấp ODA bao gồm: chia sẻ kinh nghiệm chính trị - kinh tế của Hungary, chuyển giao phần mềm công nghệ thông tin, giáo dục, y tế, nông nghiệp, công nghiệp thực phẩm, xử lý nước, phát triển hạ tầng, vận tải, đo vẽ bản đồ, bảo vệ môi trường.

## Nhân khẩu

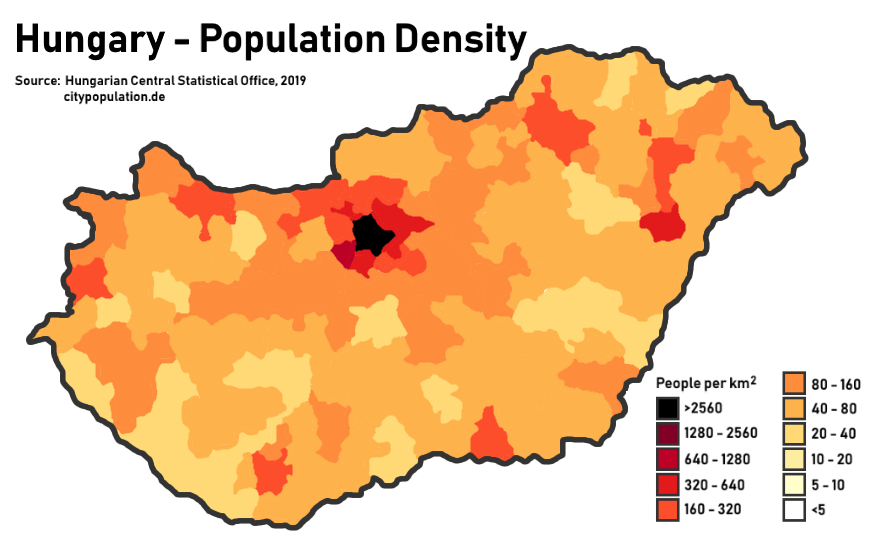
Mật độ dân số của Hungary theo quận

Năm 2021, dân số của Hungary là 9.689.000 người. Hungary là quốc gia đông dân thứ năm ở Trung Âu và Đông Âu và là một quốc gia vừa trong Liên minh châu Âu. Giống như những quốc gia khác từng thuộc Khối phía Đông, dân số của Hungary đã suy giảm mạnh sau khi chế độ cộng sản sụp đổ từ đỉnh điểm là 10,8 triệu người vào năm 1980.

### Ngôn ngữ

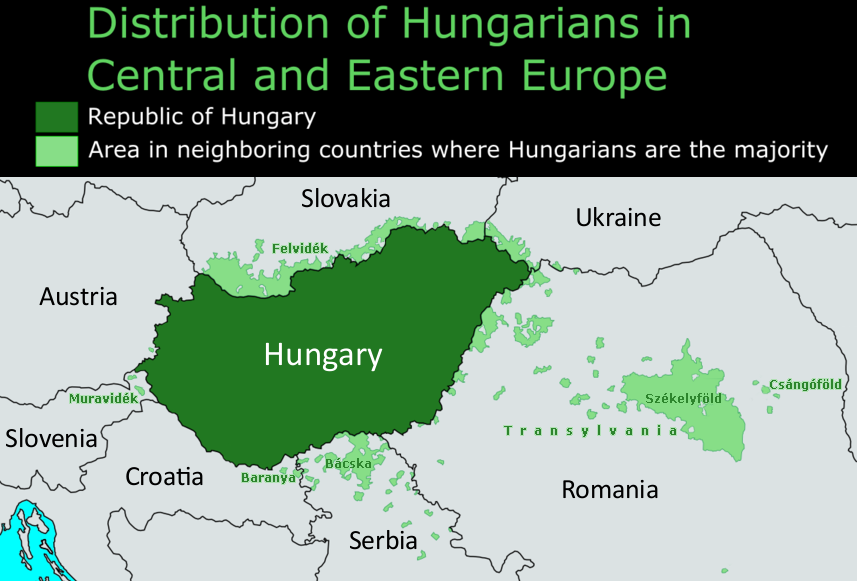
Người sử dụng tiếng Hungary tại Trung Âu và Đông Âu

Tiếng Hungary là ngôn ngữ chính thức, thông dụng nhất của Hungary, là ngôn ngữ đầu tiên được sử dụng nhiều thứ 13 với khoảng 13 triệu người bản ngữ và là một trong 24 ngôn ngữ chính thức của Liên minh châu Âu. Tiếng Hungary cũng được sử dụng tại những quốc gia láng giềng của Hungary và trên toàn thế giới. Theo kết quả điều tra dân số năm 2011, 9.896.333 người (99,6%) tại Hungary nói tiếng Hungary, trong đó 9.827.875 người (99%) sử dụng như ngôn ngữ đầu tiên, 68.458 người (0,7%) sử dụng như ngôn ngữ thứ hai. Tiếng Anh (1.589.180 người sử dụng, 16.0%) và tiếng Đức (1.111.997 người sử dụng, 11,2%) là ngoại ngữ thông dụng nhất ở Hungary. Hungary công nhận nhiều ngôn ngữ thiểu số (tiếng Armenia, tiếng Bulgaria, tiếng Croatia, tiếng Đức, tiếng Hy Lạp, tiếng Romania, tiếng Digan, tiếng Rusyn, tiếng Serbia, tiếng Slovak, tiếng Slovene và tiếng Ukraina).

### Tôn giáo

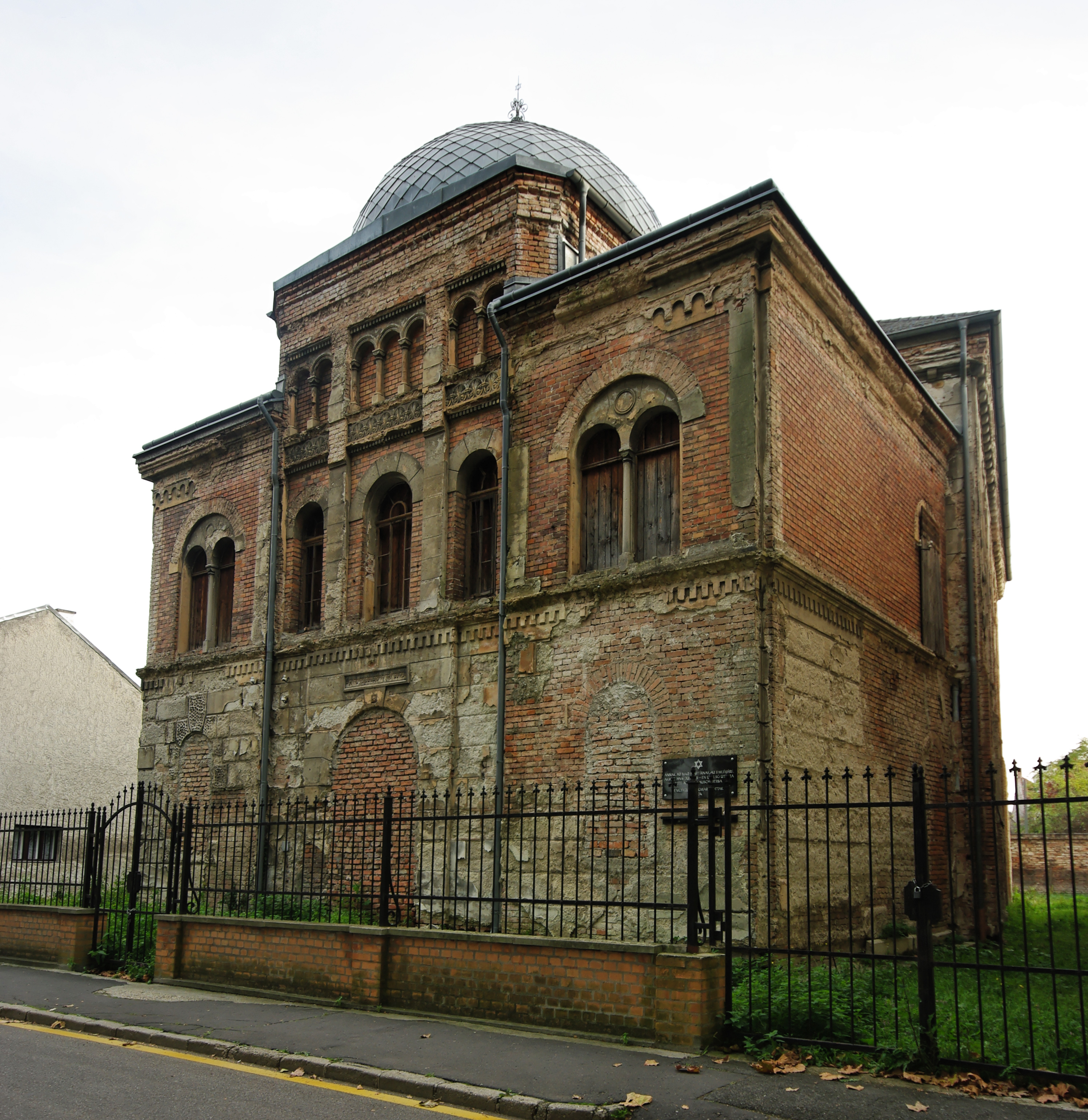
Một giáo đường Do Thái ở Sopron, Hungary

Đa số người Hungary bắt đầu theo Kitô giáo vào thế kỷ 11. Vua đầu tiên của Hungary là István I, trở thành vị vua phương Tây đầu tiên theo Công giáo, mặc dù mẹ của ông là Sarolt, được rửa tội theo nghi lễ Chính Thống giáo Đông phương. Dân số Hungary vẫn chủ yếu là Công giáo cho đến thế kỷ XVI, khi cuộc Cải cách Kháng Cách diễn ra do Luther đề xướng đầu tiên và ngay sau đó là John Calvin, đã đưa Kháng Cách trở thành phái Kitô giáo lớn trong dân số.
Trong nửa sau của thế kỷ XVI, các giáo sĩ dòng Tên đã dẫn đầu một chiến dịch khôi phục lại Công giáo trong toàn cõi Hungary. Các tu sĩ Dòng Tên đã thành lập các cơ sở giáo dục, bao gồm cả Đại học Công giáo Pázmány Péter, là một trong các trường đại học lâu đời nhất vẫn còn tồn tại ở Hungary. Vào thế kỷ XVII, Hungary một lần nữa trở thành quốc gia Công giáo.
Hiến pháp Hungary đảm bảo quyền tự do tôn giáo nhưng công nhận "vai trò lập quốc của Kitô giáo" trong lời mở đầu và cho phép nhà nước hợp tác với các giáo hội "vì các mục đích cộng đồng". Theo kết quả điều tra dân số năm 2022, 42,5% dân số Hungary theo Kitô giáo, bao gồm Công giáo (27,5%), Giáo hội Calvin (9,8%), Giáo hội Luther (1,8%), Giáo hội Công giáo Hy Lạp (1,7%) và những hệ phái khác (1,7%). Do Thái giáo (0,1%), Phật giáo (0,1%) và Hồi giáo (0,1%) là những tôn giáo thiểu số. 40,1% dân số không tuyên bố tôn giáo, 16,1% xác định bản thân là không tôn giáo.
Phần phía đông của đất nước, đặc biệt là xung quanh thành phố Debrecen, vẫn còn có các cộng đồng Tin Lành đáng kể. Giáo hội Cải cách ở Hungary là nhà thờ lớn thứ hai ở Hungary với 1.622.000 tín hữu, và 600.000 tín hữu tích cực. Giáo hội có 1.249 hội chi nhánh và 27 Mục sư và 1.550 Truyền đạo. Giáo hội Cải cách hỗ trợ 129 cơ sở giáo dục và có 4 chủng viện thần học tại Debrecen, Sárospatak, và Budapest.
Chính Thống giáo ở Hungary đã trở thành tôn giáo chủ yếu của một số dân tộc thiểu số trong cả nước, đặc biệt là cộng đồng người Romania, người Nga, người Ukraina, và người Serb.
Hungary đã từng là quê hương của một cộng đồng Giáo hội Công giáo Armenia khá lớn. Họ thực hành theo nghi thức Armenia, nhưng họ đã hiệp thông với Giáo hội Công giáo Rôma dưới quyền tối thượng của giáo hoàng.
Trong lịch sử, Hungary cũng từng có một cộng đồng Do Thái giáo lớn, đặc biệt là khi nhiều người Do Thái, bị khủng bố ở Nga, đã tìm thấy nơi trú ẩn trong Vương quốc Hungary vào thế kỷ XIX. Điều tra dân số của tháng 1 năm 1941 cho thấy 6,2% dân số, tức là 846.000 người, được coi là người Do Thái theo pháp luật phân biệt chủng tộc của thời điểm đó. Trong số này, 725.000 được coi là tín đồ Do Thái giáo. Một số người Do Thái Hungary đã có thể thoát khỏi Holocaust trong Thế chiến II, nhưng hầu hết (có lẽ 550.000 người), hoặc bị đưa đên các trại tập trung, từ đó phần lớn họ đã không trở lại, hoặc bị giết bởi phát xít Đức. Người Do Thái còn lại ở Hungary hiện nay sống ở trung tâm Budapest, đặc biệt là trong khu vực VI. Các giáo đường Do Thái lớn nhất châu Âu nằm ở Budapest.
Trong những thập kỷ gần đây Phật giáo đã lan rộng đến Hungary, chủ yếu là Phật giáo Kim cương thừa thông qua các hoạt động truyền giáo của các tăng sĩ Phật giáo Tây Tạng. Vì ở Hungary, tôn giáo được khuyến khích nên các tổ chức Phật giáo khác nhau đã hình thành, trong đó có Giáo hội Phật giáo Hungary (Magyarországi Buddhista Egyházközösség), và những tổ chức khác, chủ yếu vẫn là Phật giáo hệ phái Kim cương thừa.

### Y tế

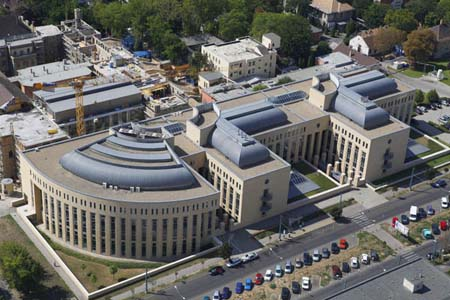
Bệnh viện Uzsoki, Budapest

Hungary thực hiện bảo hiểm y tế toàn dân do nhà nước phần lớn chi trả; 100% dân số tham gia bảo hiểm y tế toàn dân. Ngoài ra, bảo hiểm y tế miễn phí đối với trẻ em, học sinh sinh viên, người nghỉ hưu, người có thu nhập thấp, người khuyết tật và nhân viên nhà thờ. Tổng số chi tiêu cho y tế của Hungary là 7,2% GDP, bình quân đầu người là 2.045 đô la Mỹ, trong đó 1.365 đô la Mỹ là do nhà nước chi trả.